# トマトクッキングクラブ
料理教室トマトクッキングクラブ（Tomato Cooking Club）は、大阪府大阪市中央区心斎橋に本社を置く料理教室の名称である。

## 概要
2009年1月1日現在、北は滋賀県草津市から南は大阪府大阪市天王寺区上本町まで、関西に4つの教室（スタジオと呼ぶ）を展開する。近年では、イオン系列のショッピングセンター／ショッピングモールの中に、テナントとして入る事例が目立つ。

## 沿革
- 1990年10月 - 料理教室トマトクッキングクラブ1号店を大阪府大阪市西区九条にオープン。
- 1999年8月 - 男性向けの料理教室として、男の料理倶楽部だんしゃくの営業を開始。
- 2007年5月 - 京都府木津川市にイオン高の原スタジオをオープン。
- 2008年11月 - 滋賀県草津市にイオンモール草津スタジオをオープン。

## グループ
- 男の料理倶楽部だんしゃく
- 子供料理教室とまとkids